# Lực lượng Phòng thủ Lãnh thổ (Ukraina)

Phù hiệu của lực lượng

Lực lượng Phòng thủ Lãnh thổ (tiếng Ukraina: Війська територіальної оборони, Latinh hóa: Viiska terytorialnoi oborony, viết tắt VTO) là lực lượng dự bị động viên quân sự - địa phương của Lực lượng Vũ trang Ukraina. VTO được hình thành trên cơ sở tái tổ chức các tiểu đoàn phòng thủ lãnh thổ, các lực lượng dân quân tình nguyện trong Chiến tranh Donbas và đặt dưới sự quản lý của Bộ Quốc phòng Ukraina. Từ thời điểm thành lập vào năm 2015 đến trước khi Nga xâm lược Ukraina, cơ cấu tổ chức của VTO khá lỏng lẻo. Do nhu cầu kháng cự sự tấn công của Lực lượng Vũ trang Nga, VTO được củng cố và trở thành một nhánh của Lực lượng Vũ trang Ukraina. Mặc dù được trang bị kém hơn các đơn vị cơ giới của lục quân cũng như các đơn vị của lực lượng thủy quân lục chiến hay đổ bộ đường không, các đơn vị VTO đã chiến đấu tích cực và lớn mạnh dần qua chiến đấu. Chính họ là các đơn vị đã góp công chính trong việc chặn quân Nga tiến vào Kyiv. Quy mô của VTO hiện tại lên đến 37 ngàn người thường trực và 130 ngàn người dự bị. Tư lệnh VTO là Trung tướng Ihor Viktorovych Plakhuta. VTO được tổ chức thành các lữ đoàn; mỗi lữ đoàn gồm từ 5 đến 9 tiểu đoàn bộ binh và các đơn vị hỗ trợ cấp đại đội, khẩu đội; mỗi tiểu đoàn bộ binh gồm 3 đại đội bộ binh và các đơn vị hỗ trợ; mỗi đại đội có quy mô khoảng 120 người gồm 4 trung đội.

## Cơ cấu
Thời điểm năm 2024, VTO có các lữ đoàn, tiểu đoàn độc lập sau đây:
- Bộ chỉ huy tác chiến miền Đông:
  - Lữ đoàn 108 (phòng thủ tỉnh Dnipropetrovsk)
  - Lữ đoàn 109 (phòng thủ tỉnh Donetsk)
  - Lữ đoàn 110 (phòng thủ tỉnh Zaporizhia)
  - Lữ đoàn 111 (phòng thủ tỉnh Luhansk)
  - Lữ đoàn 113 (phòng thủ tỉnh Kharkiv)
  - Lữ đoàn 127 (phòng thủ thành phố Kharkov)
  - Lữ đoàn 128 (phòng thủ thành phố Dnipro)
  - Lữ đoàn 129 (phòng thủ thành phố Kryvyi Rih)
  - Tiểu đoàn bộ binh 3 Dnipro (tỉnh Dnipro)
  - Tiểu đoàn bộ binh 6 (?)
  - Tiểu đoàn bộ binh 17 Kharkiv (tỉnh Kharkiv)
  - Tiểu đoàn bộ binh 105 Luhansk (tỉnh Luhansk)
  - Tiểu đoàn bộ binh Luhansk (tỉnh Luhansk)

- Bộ chỉ huy tác chiến miền Tây:
  - Lữ đoàn 101 (phòng thủ Transcarpathian)
  - Lữ đoàn 102 (phòng thủ tỉnh Ivano-Frankivsk)
  - Lữ đoàn 103 (phòng thủ tỉnh Lviv)
  - Lữ đoàn 104 (phòng thủ tỉnh Rivne)
  - Lữ đoàn 105 (phòng thủ tỉnh Ternopil)
  - Lữ đoàn 106 (phòng thủ tỉnh Khmelnytskyi)
  - Lữ đoàn 107 (phòng thủ tỉnh Chernivtsi)
  - Lữ đoàn 125 (phòng thủ thành phố Lviv)
  - Tiểu đoàn bộ binh 2 Volyn (tỉnh Volyn)
  - Tiểu đoàn bộ binh 5 Zakarpattia (tỉnh Zakarpattia)
  - Tiểu đoàn bộ binh 7 Ivano-Frankivsk (tỉnh Ivano-Frankivsk)
  - Tiểu đoàn bộ binh 10 Lviv (tỉnh Lviv)
  - Tiểu đoàn bộ binh 14 Rivne (tỉnh Rivne)
  - Tiểu đoàn bộ binh 16 Ternopil (tỉnh Ternopil)
  - Tiểu đoàn bộ binh 19 Khmelnytskyi (tỉnh Khmelnytskyi)
  - Tiểu đoàn bộ binh 21 Chernivtsi (tỉnh Chernivtsi)

- Bộ chỉ huy tác chiến miền Nam:
  - Lữ đoàn 120 (phòng thủ tỉnh Vinnytsia)
  - Lữ đoàn 121 (phòng thủ tỉnh Kirovohrad)
  - Lữ đoàn 122 (phòng thủ tỉnh Odesa)
  - Lữ đoàn 123 (phòng thủ tỉnh Mykolaiv
  - Tiểu đoàn bộ binh 1 Vinnytsia (tỉnh Vinnytsia)
  - Tiểu đoàn bộ binh 9 Kirovohrad (tỉnh Kirovohrad)
  - Tiểu đoàn bộ binh 12 Odesa (tỉnh Odesa)
  - Tiểu đoàn bộ binh 11 Mykolaiv (tỉnh Mykolaiv)
  - Tiểu đoàn bộ binh 18 thành phố  Kherson (tỉnh Kherson)

- Bộ chỉ huy tác chiến miền Bắc:
  - Lữ đoàn 1 (phòng thủ tỉnh Kyiv)
  - Lữ đoàn 112 (phòng thủ thành phố Kyiv)
  - Lữ đoàn 114 (phòng thủ tỉnh Kyiv)
  - Lữ đoàn 115 (phòng thủ tỉnh Zhytomyr)
  - Lữ đoàn 116 (phòng thủ tỉnh Poltava)
  - Lữ đoàn 117 (phòng thủ tỉnh Sumy)
  - Lữ đoàn 118 (phòng thủ tỉnh Cherkasy)
  - Lữ đoàn 119 (phòng thủ tỉnh Chernihiv)
  - Lữ đoàn 241 (phòng thủ thành phố Kyiv)
  - Tiểu đoàn bộ binh 4 Zhytomyr (tỉnh Zhytomyr)
  - Tiểu đoàn bộ binh 8 vùng Kyiv (tỉnh Kiev)
  - Tiểu đoàn bộ binh 13 Poltava (tỉnh Poltava)
  - Tiểu đoàn bộ binh 15 Sumy (tỉnh Sumy)
  - Tiểu đoàn bộ binh 20 Cherkasy (tỉnh Cherkasy)
  - Tiểu đoàn bộ binh 22 Chernihiv (tỉnh Chernihiv)
  - Tiểu đoàn bộ binh Kiev (Kyiv)

Các đơn vị được bố trí theo địa phương để phòng thủ địa phuơng đó. Song trong thực tế, do chiến sự diễn ra chủ yếu ở miền đông và miền nam, nên các đơn vị VTO được điều động tới hai nơi này. Ngoài ra, một số đơn vị trấn thủ miền Bắc và thậm chí còn tham gia xâm lược Kursk trên lãnh thổ Liên bang Nga như các lữ đoàn 103, 104 và 241.